# Little Miss Thoroughbred
Little Miss Thoroughbred is een Amerikaanse dramafilm uit 1938 onder regie van John Farrow. Destijds werd de film in Nederland uitgebracht onder de titel Haar tweede vader.

## Verhaal
De boef Nelson Morgan en zijn makker Tod Harrington wedden graag op de paarden. Ze maken bij toeval kennis met het 6-jarige weesmeisje Janet Smith, die is weggelopen uit een instelling. Janet denkt al gauw dat Nelson haar vader is. De bijgelovige Nelson gaat dan weer geloven dat Janet geluk brengt bij het gokken.

## Rolverdeling
| Acteur             | Personage                  |
| ------------------ | -------------------------- |
| John Litel         | Nelson Morgan              |
| Ann Sheridan       | Madge Perry Morgan         |
| Frank McHugh       | Tod Harrington             |
| Janet Chapman      | Janet Smith                |
| Eric Stanley       | Kolonel Whitcomb           |
| Robert Homans      | Pat O'Reilly               |
| Charles C. Wilson  | Mijnheer Becker            |
| John Ridgely       | Jim                        |
| Jean Benedict      | Zuster Margaret            |
| Maureen Roden-Ryan | Zuster Patricia            |
| Lottie Williams    | Moeder-overste             |
| James Nolan        | Stagiair in het ziekenhuis |
| Cy Kendall         | Openbare aanklager         |
| Paul Everton       | Rechter Stanhope           |
| Dorothy Vaughan    | Katie O'Reilly             |